# پیرکوله
پیرکوله (نام علمی: Chamaegeron) نام یک سرده از تیره کاسنیان است.